# Oedosmylus pallidus
Oedosmylus pallidus là một loài côn trùng trong họ Osmylidae thuộc bộ Neuroptera. Loài này được McLachlan miêu tả năm 1863.